# Wijken en buurten in Ommen
De Nederlandse gemeente Ommen is voor statistische doeleinden onderverdeeld in wijken en buurten. De gemeente is verdeeld in de volgende statistische wijken:
- Wijk 00 Ommen (kern) (CBS-wijkcode:017500)
- Wijk 01 Ommen (buitengebied) (CBS-wijkcode:017501)
- Wijk 02 Vilsteren (CBS-wijkcode:017502)
- Wijk 03 Lemele en Lemelerveld (CBS-wijkcode:017503)
- Wijk 04 Beerze en Beerzerveld (CBS-wijkcode:017504)
- Wijk 06 Vinkenbuurt (CBS-wijkcode:017506)

Een statistische wijk kan bestaan uit meerdere buurten. Onderstaande tabel geeft de buurtindeling met kentallen volgens het Centraal Bureau voor de Statistiek (2008):
| CBS-buurtcode | Buurtnaam                              | Inwonertal | Opp. totaal (ha) | Opp. land (ha) | Ligging                |
| ------------- | -------------------------------------- | ---------- | ---------------- | -------------- | ---------------------- |
| BU01750000    | Ommen Centrum                          | 1080       | 44               | 42             | Locatie in de gemeente |
| BU01750001    | Ommeres                                | 2210       | 77               | 75             | Locatie in de gemeente |
| BU01750002    | Laarakkers                             | 1210       | 52               | 52             | Locatie in de gemeente |
| BU01750003    | Ommen ten zuiden van de Vecht          | 940        | 397              | 385            | Locatie in de gemeente |
| BU01750004    | Industrieterrein                       | 100        | 38               | 38             | Locatie in de gemeente |
| BU01750005    | Dante                                  | 3010       | 96               | 89             | Locatie in de gemeente |
| BU01750101    | Buurtschap Arriërveld (en Ommerkanaal) | 210        | 983              | 978            | Locatie in de gemeente |
| BU01750102    | Buurtschap Stegerveld                  | 400        | 832              | 824            | Locatie in de gemeente |
| BU01750103    | Buurtschap Arriën                      | 320        | 803              | 787            | Locatie in de gemeente |
| BU01750104    | Buurtschap Stegeren                    | 140        | 906              | 896            | Locatie in de gemeente |
| BU01750105    | Buurtschap Junne                       | 70         | 1129             | 1116           | Locatie in de gemeente |
| BU01750106    | Buurtschap Zeesse Besthmen en Eerde    | 240        | 1593             | 1576           | Locatie in de gemeente |
| BU01750107    | Buurtschap Giethmen                    | 180        | 595              | 591            | Locatie in de gemeente |
| BU01750108    | Buurtschap Varsen                      | 560        | 1206             | 1180           | Locatie in de gemeente |
| BU01750109    | Buurtschap Emsland Ommerbosch Rotbrink | 2340       | 592              | 586            | Locatie in de gemeente |
| BU01750200    | Vilsteren Kern                         | 190        | 67               | 67             | Locatie in de gemeente |
| BU01750209    | Verspreide huizen Vilsteren            | 190        | 1029             | 1010           | Locatie in de gemeente |
| BU01750300    | Lemele Kern                            | 580        | 56               | 56             | Locatie in de gemeente |
| BU01750306    | Buurtschap Archem                      | 90         | 734              | 726            | Locatie in de gemeente |
| BU01750307    | Verspreide huizen Lemele               | 820        | 1876             | 1869           | Locatie in de gemeente |
| BU01750309    | Buurtschap Dalmsholte                  | 190        | 689              | 689            | Locatie in de gemeente |
| BU01750400    | Beerzerveld Kern                       | 440        | 18               | 18             | Locatie in de gemeente |
| BU01750408    | Verspreide huizen Beerzerveld          | 580        | 853              | 844            | Locatie in de gemeente |
| BU01750409    | Buurtschap Beerze                      | 250        | 988              | 974            | Locatie in de gemeente |
| BU01750600    | Witharen Kern                          | 60         | 5                | 5              | Locatie in de gemeente |
| BU01750607    | Buurtschap Vinkenbuurt                 | 290        | 652              | 642            | Locatie in de gemeente |
| BU01750608    | Buurtschap Ommerschans en Ommerveld    | 310        | 747              | 745            | Locatie in de gemeente |
| BU01750609    | Verspreide huizen Witharen             | 440        | 1141             | 1140           | Locatie in de gemeente |